# El tungsteno
El tungsteno es una novela social escrita por el escritor peruano César Vallejo. Se publicó por primera vez en Madrid en 1931 (Editorial Cenit, colección "La novela proletaria"). Posteriormente fue reeditada y publicada bajo el título de Tungsteno (Lima, Editorial Mejía Baca, 1957).
Fue después incluida en la recopilación: César Vallejo. Novelas y cuentos completos (Lima, 1967, Francisco Moncloa Editores, edición supervisada por Georgette Vallejo, viuda del escritor). Desde entonces ha aparecido en diversas ediciones, en forma individual o acompañando a otras obras.
La importancia de El tungsteno en la producción narrativa de Vallejo es enorme y ha sido reconocida por la crítica desde su aparición. Tuvo influencia fundamental en el desarrollo de la narrativa indigenista en el Perú.

## Composición
Según Georgette Vallejo, esta novela fue escrita rápidamente. Vallejo llegó a Madrid el 31 de diciembre de 1930; casi seguidamente la Editorial Cenit aceptó su proyecto de una novela proletaria, y en febrero de 1931 el escritor se puso manos a la obra, escribiéndola de un solo tirón, en un lapso de tres semanas, para ser publicada en marzo de ese mismo año. Según este testimonio, la novela pertenecería, sin atenuantes, a la literatura de propaganda y agitación de inspiración comunista (realismo socialista).
Sin embargo tenemos indicios que la composición de la novela debió iniciarse entre 1921 y 1923, y que hacía 1927 ya estaba muy avanzada. Precisamente, en este último año, Vallejo publicó en la revista Amauta un texto presentado como un «Capítulo de una novela inédita», titulado «Sabiduría», que luego fue incluido, con ligeras variantes, en la novela (este fragmento trata del delirio febril de uno de los personajes principales: Leonidas Benites). En España el escritor debió retomar la escritura de la novela hasta darle su conclusión, aunque para muchos críticos, el relato (por lo demás demasiado breve tratándose de una novela), resulta fallido o trunco.

## Contexto
Según Antonio Cornejo Polar, en las décadas de 1920 y 1930 el indigenismo se inscribió en un movimiento de lucha contra la oligarquía, que por entonces tuvo diversas manifestaciones.
El sustrato socialista se actualiza en el Perú de esos años, manifestándose en algunos hechos ocurridos en la década de 1920 como la aparición de la revista Amauta (1926), la fundación del partido aprista peruano (1930) y el ingreso del partido comunista (1930) en la escena política. Como señala Cornejo Polar, el movimiento indigenista es parte de este tenso panorama político-social que se gesta durante esta época.

## Argumento
Es una obra que denuncia los peligros de la penetración imperialista en el Perú, a través de las grandes transnacionales mineras, las que son apoyadas por la oligarquía local, así como por otros oportunistas. Su único interés es el de generar el mayor lucro posible, para lo cual no tienen escrúpulos en expropiar, a precio irrisorio, las tierras de los nativos, pagar a los obreros salarios ínfimos y cometer una serie de abusos y tropelías contra la población local, todo a nombre de la «modernidad» y el «progreso». Sin embargo, para el autor, una luz de esperanza se ilumina a través de los idealistas, los que se proponen luchar por la justicia social.

## Resumen
Los sucesos relatados en la novela ocurren en la década de 1910. La empresa norteamericana Mining Society se adueña de las minas de tungsteno de Quivilca, situada hipotéticamente en el departamento del Cuzco. Desde Nueva York, ante el inminente ingreso de los Estados Unidos a la Primera Guerra Mundial, la gerencia dispone agilizar la extracción del mineral. Así empieza el reclutamiento de peones y empleados indios para las labores mineras. El primer grupo de estos parte de Colca (capital de Quivilca), junto con algunos altos mandos de la empresa, y se asienta en un desolado paraje, en torno a las cabañas de los soras, indígenas que se habían mantenido, hasta entonces, alejados de la modernidad. 
Luego, el argumento se centra en torno al dueño del bazar y contratista de peones para la mina, José Marino, quien, junto con su hermano Mateo (dueño de otro bazar en Colca), forman la sociedad “Marino Hermanos”, que tiene la exclusividad comercial con la empresa minera. Ambiciosos y desalmados, empiezan por arrebatarles las tierras a los indios soras, dándoles a cambio baratijas y objetos de valor irrisorio.
En el bazar de José Marino, se reúne a menudo el grupo dominante de la mina (y por lo tanto, del pueblo), que incluye a los dos administradores extranjeros, Mr. Taik y Mr. Weiss. En una de esas sesiones, José Marino decide entregar a su amante Graciela ("La Rosada") al comisario Baldazari para que se la "cuide" durante su viaje, pero la verdad es que se trata de un intercambio de favores. La reunión deviene en una gran borrachera que termina con la múltiple violación y muerte de la muchacha. Oficialmente Graciela fallece por “muerte natural”, pero todo el pueblo sabe la verdad.
Ante la huida de trabajadores de la mina, desengañados por las pésimas condiciones y el bajo salario, los hermanos Marino solicitan al subprefecto Luna que envíe gendarmes (policías), para capturar a los fugitivos y hacerles cumplir los contratos. Luna se excusa de hacerlo, pues se halla embargado en la pesquisa de conscriptos para el Ejército. Sin embargo, ve la posibilidad de que sus intereses confluyan en beneficio mutuo. Dos jóvenes indios, Isidoro Yépez y Braulio Conchucos, son capturados y llevados a rastras hasta Colca para comparecer ante la Junta Conscriptora Militar. Debido al maltrato sufrido en el trayecto, Braulio Conchucos fallece en presencia de todos. Un herrero, el audaz Servando Huanca, tiene la inmensa valentía de protestar abiertamente contra la injusticia y desencadena un levantamiento del pueblo, que es ferozmente reprimido por los gendarmes, con muertos y heridos. Varios indios son apresados, acusados de subversión; entonces los Marino solicitan al subprefecto que de entre ellos se escoja a algunos para enviarlos a trabajar a las minas. De esa manera pueden cumplir con el contrato que tienen con la empresa minera.
Finalmente, el relato da pase a discusiones y reflexiones políticas entre Servando Huanca y dos personajes: el apuntador de la mina (examante de La Rosada) y el agrimensor Leonidas Benites; este último había sido expulsado de la empresa minera y se hallaba resentido. El herrero Huanca les habla y les ilustra del movimiento revolucionario mundial en la que todos los explotadores serán vencidos y los obreros e indios de todas partes del mundo serán liberados. El apuntador se muestra entusiasta con el plan y promete dar su apoyo; por su parte Benites, que al principio se muestra reticente, finalmente acepta también ponerse al servicio de la causa de los oprimidos en la futura y cercana rebelión. Así termina la novela.

## Personajes
- Los soras.- Son los indios en torno a cuyas cabañas se asientan los trabajadores de la mina de Quivilca, y a quienes ayudan desinteresadamente dándoles alimentos y ofreciéndose como ayudantes. El narrador se refiere a su natural bondad e inocencia, fruto de su completo alejamiento de los pueblos civilizados o sociedades comerciales. No conocen el valor del dinero, ni la "operación compra-venta". Su conciencia económica es muy simple: mientras puedan obtener lo necesario para vivir, el resto no les importa. Es por ello que José Marino se apropia fácilmente de sus terrenos, a cambio de pequeños y pintorescos objetos de bazar, que los soras aceptan creyendo que son de mucho valor.

- Los peones de la mina.- Son los rudos trabajadores mineros, sometidos a un régimen de trabajo agotador y mal remunerado. Algunos de ellos se solidarizan con los soras por el saqueo que sufren y otros se molestan por su inocencia y candidez.

- José y Mateo Marino.- Hermanos, son los contratistas de peones de la Mining Society y dueños de dos tiendas o bazares, uno en Quivilca, cerca de la mina (regido por José), y otro en Colca, la capital de la provincia (administrado por Mateo). Ambiciosos, desalmados y sin escrúpulos, al mismo tiempo manifiestan una profunda sumisión frente al imperialismo norteamericano. Eran originarios de Mollendo y habían comenzado como cargadores en la estación del ferrocarril, hasta que proveídos de un capital, llegaron a Colca donde establecieron una pequeña tienda, que luego, con la llegada de la trasnacional minera, empezó a prosperar.

- Cucho.- Adolescente, sobrino de José Marino, a quien sirve como mandadero o sirviente. Recibe continuos maltratos, tanto físicos como psicológicos.

- Mister Taik y Mister Weiss.- Norteamericanos, gerente y subgerente de la mina. Igual de embaucadores y libertinos que el resto de los mandones del pueblo, capaces de todo con tal de conseguir el máximo de extracción de tungsteno para su envió a los Estados Unidos.

- Baldazari.- Comisario del asiento minero, quien, al igual que el resto de mandones del pueblo, despoja de sus tierras a los soras. Brazo derecho de Marino, se encargaba de castigar y encarcelar a los obreros y peones que exigían mejores sueldos y condiciones de trabajo.

- Baldomero Rubio.- Ingeniero contratado por la empresa minera. Llega a Quivilca con su mujer y dos pequeños hijos. Junto con José Marino y Leonidas Benites forma una sociedad secreta de crianza y cultivo.

- Leonidas Benites.- Agrimensor que se había graduado recientemente en la Escuela de Ingenieros de Lima. Llega a Quivilca como ayudante de Rubio. Tímido, mojigato, sin ninguna capacidad para el comercio, austero y trabajador, lleva una vida extremadamente ordenada y era un moralista casi al extremo. Forma parte del grupo dominante, aunque es el "menos malo". En un momento de la historia pierde la lucidez y enferma. Es entonces cuando tiene visiones delirantes en las cuales reconoce sus pecados y pide perdón a Dios. Despedido de su trabajo, al final se deja convencer para apoyar a los oprimidos en una futura rebelión contra los explotadores.

- El profesor Julio Zavala.- Preceptor de la escuela del pueblo, frecuenta la tienda de Marino con los mandones del pueblo.

- Javier Machuca.- Cajero de la empresa minera.

- Graciela o «La Rosada».- Amante de José Marino. “Muchacha de dieciocho años, hermoso tipo de mujer serrana, ojos grandes y negros y empurpuradas mejillas candorosas”. Vino de Colca como querida de un apuntador de las minas; la acompañaban sus hermanas, Teresa y Albina, con quienes empezó a trabajar haciendo y vendiendo chicha. Narcotizada durante una de las borracheras de la tienda de Marino, es ultrajada y fallece a consecuencia de tal abuso.

- El Apuntador.- Empleado de la mina y amante de Graciela. En su rancho, situado en las afueras de Quivilca, se reúnen Servando Huanca y Leonidas Benites para discutir de política y revolución.

- Laura.- India que oficiaba de cocinera, sirvienta y amante de Mateo Marino en la tienda de Colca. Se acostaba también con José cuando este les caía de visita. Al final, se embaraza y no puede identificar cuál de los dos hermanos es el padre.

- El subprefecto Luna.- Viejo funcionario, cruel y sin tino, quien se pone de acuerdo con Marino para entregarle a algunos indios prisioneros para el trabajo de las minas.

- El alcalde Parga.- Antiguo montonero de Cáceres, viejo astuto y ladrón empedernido.

- El doctor Ortega, limeño, juez de primera instancia en Colca, quien integra la Junta Conscriptora Militar.

- Iglesias, vecino notable de Colca, propietario de las cuatro quintas partes de las fincas urbanas de la zona y de la rica hacienda de cereales y cría llamada «Tobal».

- El Dr. Riaño, médico provincial, recién llegado a Colca, tiene 30 años, elegante y de palabra fácil y florida.

- El Cura Velarde, párroco de Colca, quien participa en la masacre de indios y la justifica.

- Isidoro Yépez y Braulio Conchucos.- Muchachos indios y analfabetos de Guacapongo, quienes son llevados a la fuerza a Colca para hacer el servicio militar obligatorio. Típicos representantes del Perú profundo, desconocen los conceptos de patria o estado, y aun así son bárbaramente maltratados y arrastrados en el largo trayecto de su pueblo hasta Colca, y como resultado de tal abuso fallece Braulio Conchucos.

- Servando Huanca.- Herrero de treinta años, muy inteligente, desafía a la autoridad y se convierte en líder al encabezar un levantamiento contra la injusticia que sufren los indios analfabetos. El autor hace una detallada descripción de su fisonomía: es un indio puro de "salientes pómulos, cobrizo, ojos pequeños, hundidos y brillantes, pelo lacio y negro, talla mediana y una expresión recogida y casi taciturna".

## Crítica
Mucho se ha hablado de la carga fuertemente ideológica y política de esta novela, y de su marcado maniqueísmo. Y es que, en efecto, El tungsteno demuestra un evidente propósito social: la denuncia del abuso y la explotación de los indios por parte del imperialismo norteamericano, y el servilismo de la clase dominante peruana frente a este. Los personajes son caracterizados esquemáticamente: se exagera el desinterés de los indios, que desconocen el valor del dinero, y se pone énfasis en la codicia y la crueldad de los administradores y contratistas de la mina. La división simplista de los personajes entre buenos y malos resulta evidente. Pero no es por ello que El tungsteno adquiere relevancia, sino porque constituye uno de los pasos más firmes en el desarrollo de la novela indigenista, cuya máxima expresión fue sin lugar a dudas José María Arguedas, quien señaló que El tungsteno tuvo tanta influencia en su formación al igual que la lectura de Amauta, la revista de José Carlos Mariátegui.